# Dendrobium lueckelianum
Dendrobium lueckelianum är en orkidéart som beskrevs av Hans Fessel och Manfred Wolff. Dendrobium lueckelianum ingår i släktet Dendrobium, och familjen orkidéer.
Artens utbredningsområde är Thailand. Inga underarter finns listade i Catalogue of Life.